# Авиали
Авиалите (Avialae) са клад влечуги от разред Гущеротазови (Saurischia).
Таксонът е описан за пръв път от Жак Готие през 1986 година.